# 仲谷かおり
仲谷 かおり（なかたに かおり、1975年5月28日 - ）は、日本の元タレント・ヌードモデル。中谷香織・相原さおりの名義での活動歴がある。北海道出身。

## 経歴

### 日本航空入社から解雇まで
札幌市内の北星学園短期大学英文科を卒業後、何回か航空会社の客室乗務員の試験を受験したものの落ち、最終的に日本航空の入社試験に合格し上京。その後1997年に、契約制客室乗務員として日本航空に入社した。
国内線に契約制乗務員として勤務中の2001年に、写真週刊誌「フライデー」で、勤務先の社名（社員証明書）を出した上でヌードモデルとなったため、新千歳空港からの乗務終了後、羽田空港内で会社関係者に拘束され、事情聴取された後に業務規定違反（副業の禁止と会社の許可がないままで社名を出したマスメディア活動）で懲戒解雇された。

### 芸能活動から引退まで
その後はグラビアやVシネマ、ライヴ等で活動を展開した。なお、ヌードにはなっているがAVへの出演歴はない。2007年4月17日をもって芸能界を引退した。

## 主な出演作

### テレビ
- 「トゥナイト2」（2000年3月 - 9月、テレビ朝日）
- 「ジキルとハイド」（2000年3月、テレビ東京）
- 「ただいま満室」（2000年12月、テレビ朝日）
- 「ちゃんネプ」（2002年、テレビ朝日）
- 「HAMASHO」（2002年、日本テレビ）
- 「桂芸能社」（2002年、TBS）
- 「神のみぞ知る」（2002年、テレビ朝日）
- 「天の瞳3」（2002年、テレビ朝日）
- 「美女の湯」（2003年、フジテレビ）

### 映画
- 「トウキョウ・守護天使」（2007年12月、監督：増田俊樹）
- 「組葬」（2002年11月、監督：香月秀之）
- 「プチ美人の悲劇」（2003年10月、監督：香月秀之）
- 「NO NAME」（監督：及川中）
- 「いかレスラー」（監督：河崎実）

### オリジナルビデオ（Vシネマ）
- 「超特撮！美乳サンタのプレゼント」（2000年4月、監督：河崎実）
- 「恋身女子校生パティ」（2000年7月、監督：河崎実）
- 「電エース」（2000年10月、監督：河崎実）
- 「契約スチュワーデス」2003年6月、監督：安藤尋）
- 「まいっちんぐマチコ先生」（2000年3月、監督河崎実）
- 「まいっちんぐマチコ先生 LET'S臨海学校」（2003年9月、監督：河崎実）
- 「空飛ぶ女くノ一」（2005年5月、監督：西村和人）

## 書籍

### 写真集
- 「This is Eros」（1998年12月、撮影：山岸伸、バリーライディング、中谷香織名義）
- 「jaywalk」（2000年7月、撮影：渡辺達生、双葉社）
- 「flute」（2001年5月、撮影：鯨井康雄、音楽専科社）
- 「カオリンゴ」（2002年6月、撮影：諏訪稔、バウハウス）
- 「想い出」（2003年1月、撮影：横木安良夫、ぶんか社）
- 「カオリーナ」（2005年1月、撮影：戚世、エッジ）

### ムック
- 「パ」（撮影：加納典明、竹書房）
- 「ハードコア」（撮影：浜田一喜、ミリオン出版）
- 「DIVA003仲谷かおり」（2003年2月26日、撮影：杜楓、マイウェイ出版）

### 合同写真集
- 「喪服の女」（撮影：平地勲、双葉社）
- 「アラーキーの恋時間」（KKベストセラーズ）

### DVD
- 素肌のかほり（バウハウス）
- Sweet Nude（hmp）
- 裸体（シャッフル）
- LOVE DESIRE（イーネットフロンティア）
- Kaori Nakatani（イーネットフロンティア）
- LOVE GIRL’S MIX NIGHT GAMES（ラブガールズミックス）
- Sweet Nude 2（ソフトビット）
- kaorism（エッジ）
- サド（アップリンク）
- JE T'AIME（竹書房）
- オフィスストーカー（日本メディアサプライ）